# Bell City
Bell City é uma cidade localizada no estado americano de Missouri, no Condado de Stoddard.

## Demografia
Segundo o censo americano de 2000, a sua população era de 461 habitantes. 
Em 2006, foi estimada uma população de 451, um decréscimo de 10 (-2.2%).

## Geografia
De acordo com o United States Census Bureau tem uma área de 
1,4 km², dos quais 1,4 km² cobertos por terra e 0,0 km² cobertos por água. Bell City localiza-se a aproximadamente 96 m acima do nível do mar.

## Localidades na vizinhança
O diagrama seguinte representa as localidades num raio de 20 km ao redor de Bell City. 